# 존 오그돈
존 앤드류 하워드 오그돈(1937년 1월 27일 – 1989년 8월 1일)은 영국 피아니스트이자 작곡가였다.
그는 1961년 런던 리스트 콩쿠르에서 1등을 받았고 1962년 모스크바에서 차이코프스키 국제 콩쿠르에서 블라디미르 아시케나지와 공동으로 1등을 차지함으로써 국제적 명성을 공고히 했다.
오그돈은 대부분의 작품을 단번에 연주할 수 있었고 엄청난 범위의 작품을 암기할 수 있었다. 세르게이 라흐마니노프의 전체 피아노 작품을 녹음하려고했는데, 이 곡은 약 6 장의 장편 CD를 구성하지만 그중 절반 정도만 녹음했다. 녹음은 2001년에 발표되었다. 그는 1971년에 스크랴빈의 피아노 소나타 10곡을 모두 녹음했다. 오그돈은 알캉과 부소니의 작품에서 엄청난 연주자였다. 더 친숙한 레퍼토리에서 그는 항상 거대한 기술로 뒷받침되는 깊은 음악적 감성을 드러냈다. 그는 또한 그의 아내와 함께 여러 듀오 피아노 작품을 녹음했다.
그의 작곡된 작품은 200 개가 넘으며, 4 개의 오페라, 오케스트라를 위한 2 개의 큰 작품, 3 개의 칸타타, 노래, 실내악, 솔로 피아노를 위한 상당한 양의 음악, 그리고 그가 녹음 한 2개의 피아노 협주곡을 포함한다. 그의 음악의 대부분은 피아노 작품이다.